# Lindsaea apoensis
Lindsaea apoensis är en ormbunkeart som beskrevs av Edwin Bingham Copeland. Lindsaea apoensis ingår i släktet Lindsaea och familjen Lindsaeaceae. Inga underarter finns listade.